# Estadio La Portada
El Estadio La Portada ou le Stade La Portada est un stade chilien se trouvant à La Serena.
Construit en 1952, il a une capacité de 18 243 places lors de sa construction, puis de 20 000 places par la suite. Le club résident est le Deportes La Serena, qui se trouve en Division 2 chilienne.  
Le stade accueille la Copa América 2015.